# Ubaldo Formentini
Ubaldo Formentini (Licciana Nardi, 20 novembre 1880 – La Spezia, 9 febbraio 1958) è stato uno storico, archeologo, politico ed intellettuale italiano.

## Biografia
Nato a Licciana, in provincia di Massa-Carrara da Erminio e Clelia Montali, studia al Ginnasio di Pontremoli e nei licei  ‘'Lorenzo Costa'’ della Spezia e ‘'Pellegrino Rossi'’ di Massa.
Prosegue gli studi in Giurisprudenza all'Università di Pisa dove si laurea nel 1902 con una tesi sul patrimonio artistico italiano.
Aderisce al Partito Socialista Italiano nella sua sezione spezzina ed inizia l'attività di redattore, con lo pseudonimo di ‘'Aner'’, nel periodico spezzino Libera parola di cui più tardi diventerà direttore fino al novembre del 1909. Compie il praticantato professionale a Genova ed esercita la professione presso i Tribunali di Sarzana e di Spezia, spesso in processi con valenza politica.
Come giornalista è ostile a Giolitti e propugna con De Ambris le teorie dello sciopero generale. Eletto al Consiglio comunale spezzino nel 1906, vi diventa assessore al Commercio e Finanze nel 1909; si adopera per una riforma delle finanze comunali ed è vivace assertore dell'istituzione della Provincia della Spezia, presentandone approfonditi studi sulle potenzialità economiche e finanziarie.  Sostiene anche la necessità, per lo sviluppo economico della Spezia, sia di un suo efficace collegamento ferroviario con la pianura padana che del potenziamento del suo porto commerciale.
Dimessosi da assessore nel 1911, l'anno successivo inizia a collaborare alla rivista L'Unità di Salvemini con articoli di politica internazionale manifestandosi critico nei confronti della Triplice Alleanza e fautore dell'adesione all'Intesa.
Allo scoppio della guerra nel 1915 è nominato Sottotenente di Artiglieria nella milizia territoriale.
Nel dopoguerra (1922-1923) collabora alla rivista La Rivoluzione liberale di Gobetti.
Nel 1923 succede all'amico Ubaldo Mazzini nella direzione della Biblioteca civica e del Museo civico che poi sarà intitolato a suo nome.
Con in nuovo incarico si dedica agli studi storici, di archeologia e di storia dell'arte della Lunigiana e della Liguria centro-orientale producendo numerose pubblicazioni su questi argomenti. Conseguita la libera docenza in Storia medievale e moderna nel 1929 insegna Storia dell'arte all'Università di Genova nell'anno accademico 1931-32.
È eletto Presidente dell'Accademia Lunigianense di scienze "G. Capellini". È posto a capo anche della Commissione conservatrice dei monumenti, delle antichità e arte della provincia della Spezia e della Sezione lunense dell'Istituto Internazionale di Studi Liguri. Dirige il Giornale storico della Lunigiana.
Muore alla Spezia nel 1958.

## Gli studi storici
Vasta è la sua produzione di storia antica e medievale dedicata alla regione ligure orientale ed alla lunigiana toscana. In particolare analisi sulla continuità tra gli insediamenti romani e quelli dell'Alto Medioevo.
Altri studi, basati sulla topografia, la toponomastica e le fonti letterarie individuano conclusioni sugli stanziamenti delle comunità arcaiche locali e sulle vie di comunicazione dalla protostoria all'età romana.
Studi archeologici sono dedicati alla fiorente città romana di Luni e al golfo spezzino (Portus Lunae) nei suoi insediamenti , le ville romane e gli approdi.
Altri suoi studi rilevano il susseguirsi, sia nell'architettura militare che nella scultura, delle presenze bizantine, longobarde e franche. Altre pubblicazioni sono dedicate alle casate gentilizie dei Malaspina e dei Fieschi e alle loro vicende nel territorio.
Da non dimenticare infine il suo contributo all'Enciclopedia Italiana.